# ゲイムリー
ゲイムリー (Gamely) とは、アメリカ合衆国で生産・調教されたサラブレッドの競走馬および繁殖牝馬である。20世紀のアメリカ名馬100選では第87位に選ばれている。

## 経歴
2歳戦から走るのは負担が大きいと調教師に判断されたゲイムリーのデビュー戦は、3歳の2月であった。2戦目で勝ち上がり、その後やや足踏みするものの、7月のプリンセスステークスで重賞初勝利を飾ると、8月のテストステークスを6馬身差のトラックレコードで勝ち、アラバマステークスを2馬身差で快勝するなどこの年14戦して4勝を挙げた。
西海岸を主戦場としたゲイムリーは翌年、サンタマリアハンデキャップ、サンタマルガリータ招待ハンデキャップを連勝すると牡馬路線にも進出し、カリフォルニアンステークスでは同じく西海岸の雄、ドクターファーガーと対戦。2着と健闘した。同じく牡馬が相手のイングルウッドハンデキャップではライジングマーケットとの接戦をハナ差制した。

牡馬に混じって健闘したため、次走のヴァニティハンデキャップでは131ポンド(59.5kg)の極量を背負わされてしまうが、これを克服し1分47秒6のレースレコードをマークする。ダイアナハンデキャップでは、1位入線も2位へ降着してしまうが、西海岸の代表牝馬として臨んだ、東部アケダクトのベルデイムステークスでは積極的な先行策から、最後は2着ポライトリーをハナ差、3着アメリゴレディをクビ差振り切って勝利。この年7勝を挙げ、最優秀古馬牝馬に選出された。
5歳時も現役を続けたゲイムリーは、再び牡馬相手となったサンタアニタハンデキャップで、ノーダブルの2着に健闘した他、前年降着になったダイアナハンデキャップに勝利している。秋にはベルデイムステークスで、2歳年下のシュヴィーを破り、マッチメイカーステークスではギャラントブルームの2着。引退レースとなったヴォスバーグハンデキャップは、ゲイムリー、ドクターファーガーの妹タウィー、シュヴィーと三頭の名牝が揃ったレースだったが、結果は8着だった。

## 引退後
初仔、セリーニがデューハーストステークスを制し、繁殖牝馬としても期待されていたが、1975年ラウンドテーブルの2番目の産駒を出産の5日後、胃破裂により死亡した。遺体はクレイボーンファームに埋葬されている。

## 評価

### 主な勝鞍
1967年（3歳）　14戦4勝
プリンセスステークス、テストステークス、アラバマステークス
1968年（4歳）　14戦7勝
サンタマリアハンデキャップ、サンタマルガリータハンデキャップ、ウィルシャーハンデキャップ、イングルウッドハンデキャップ、ヴァニティハンデキャップ、ベルデイムステークス
1969年（5歳）　13戦5勝
サンタモニカハンデキャップ、ウィルシャーハンデキャップ（連覇）、ダイアナハンデキャップ、ベルデイムステークス（連覇）

### 年度代表馬
- 1968年 - 最優秀古牝馬
- 1969年 - 最優秀古牝馬

### 表彰
- 1980年 - アメリカ競馬名誉の殿堂博物館に殿堂馬として選定される。
- 1999年 - ブラッド・ホース誌の選ぶ20世紀のアメリカ名馬100選において、第87位に選ばれる。
- 1976年 - 前年に亡くなったゲイムリーを記念して、ハリウッドパーク競馬場で開催されていたロングビーチハンデキャップが「ゲイムリーハンデキャップ」（現在はゲイムリーステークス・G1）に改称された。

## 血統表
| ゲイムリーの血統（ボールドルーラー系／Pharos 4x5=9.38%、 Mumtaz Mahal 4x5=9.38%、 Blandford 4x5x5=12.50%） | ゲイムリーの血統（ボールドルーラー系／Pharos 4x5=9.38%、 Mumtaz Mahal 4x5=9.38%、 Blandford 4x5x5=12.50%） | ゲイムリーの血統（ボールドルーラー系／Pharos 4x5=9.38%、 Mumtaz Mahal 4x5=9.38%、 Blandford 4x5x5=12.50%） | （血統表の出典）      | （血統表の出典） |
| 父 Bold Ruler 1954 鹿毛 アメリカ                                                                           | 父の父Nasrullah 1940 鹿毛 イギリス                                                                         | Nearco | Pharos                | Pharos           |
| 父 Bold Ruler 1954 鹿毛 アメリカ                                                                           | 父の父Nasrullah 1940 鹿毛 イギリス                                                                         | Nearco | Nogara                |                  |
| 父 Bold Ruler 1954 鹿毛 アメリカ                                                                           | 父の父Nasrullah 1940 鹿毛 イギリス                                                                         | Mumtaz Begum                                                                                               | Blenheim              | Blenheim         |
| 父 Bold Ruler 1954 鹿毛 アメリカ                                                                           | 父の父Nasrullah 1940 鹿毛 イギリス                                                                         | Mumtaz Begum                                                                                               | Mumtaz Mahal          |                  |
| 父 Bold Ruler 1954 鹿毛 アメリカ                                                                           | 父の母Miss Disco 1944 鹿毛 アメリカ                                                                        | Discovery                                                                                                  | Display               | Display          |
| 父 Bold Ruler 1954 鹿毛 アメリカ                                                                           | 父の母Miss Disco 1944 鹿毛 アメリカ                                                                        | Discovery                                                                                                  | Ariadne               |                  |
| 父 Bold Ruler 1954 鹿毛 アメリカ                                                                           | 父の母Miss Disco 1944 鹿毛 アメリカ                                                                        | Outdone | Pompey                | Pompey           |
| 父 Bold Ruler 1954 鹿毛 アメリカ                                                                           | 父の母Miss Disco 1944 鹿毛 アメリカ                                                                        | Outdone | Sweep Out             |                  |
| 母 Gambetta 1952 鹿毛 アメリカ                                                                             | 母の父My Babu 1945 鹿毛 フランス                                                                           | Djebel | Tourbillon            | Tourbillon       |
| 母 Gambetta 1952 鹿毛 アメリカ                                                                             | 母の父My Babu 1945 鹿毛 フランス                                                                           | Djebel | Loika                 |                  |
| 母 Gambetta 1952 鹿毛 アメリカ                                                                             | 母の父My Babu 1945 鹿毛 フランス                                                                           | Perfume | Badruddin             | Badruddin        |
| 母 Gambetta 1952 鹿毛 アメリカ                                                                             | 母の父My Babu 1945 鹿毛 フランス                                                                           | Perfume | Lavendula             |                  |
| 母 Gambetta 1952 鹿毛 アメリカ                                                                             | 母の母Rough Shod 1944 鹿毛 イギリス                                                                        | Gold Bridge                                                                                                | Golden Boss           | Golden Boss      |
| 母 Gambetta 1952 鹿毛 アメリカ                                                                             | 母の母Rough Shod 1944 鹿毛 イギリス                                                                        | Gold Bridge                                                                                                | Flying Diadem         |                  |
| 母 Gambetta 1952 鹿毛 アメリカ                                                                             | 母の母Rough Shod 1944 鹿毛 イギリス                                                                        | Dalmary | Blandford             | Blandford        |
| 母 Gambetta 1952 鹿毛 アメリカ                                                                             | 母の母Rough Shod 1944 鹿毛 イギリス                                                                        | Dalmary | Simons Shoes F-No.5-h |                  |